# Catherine Trautmann

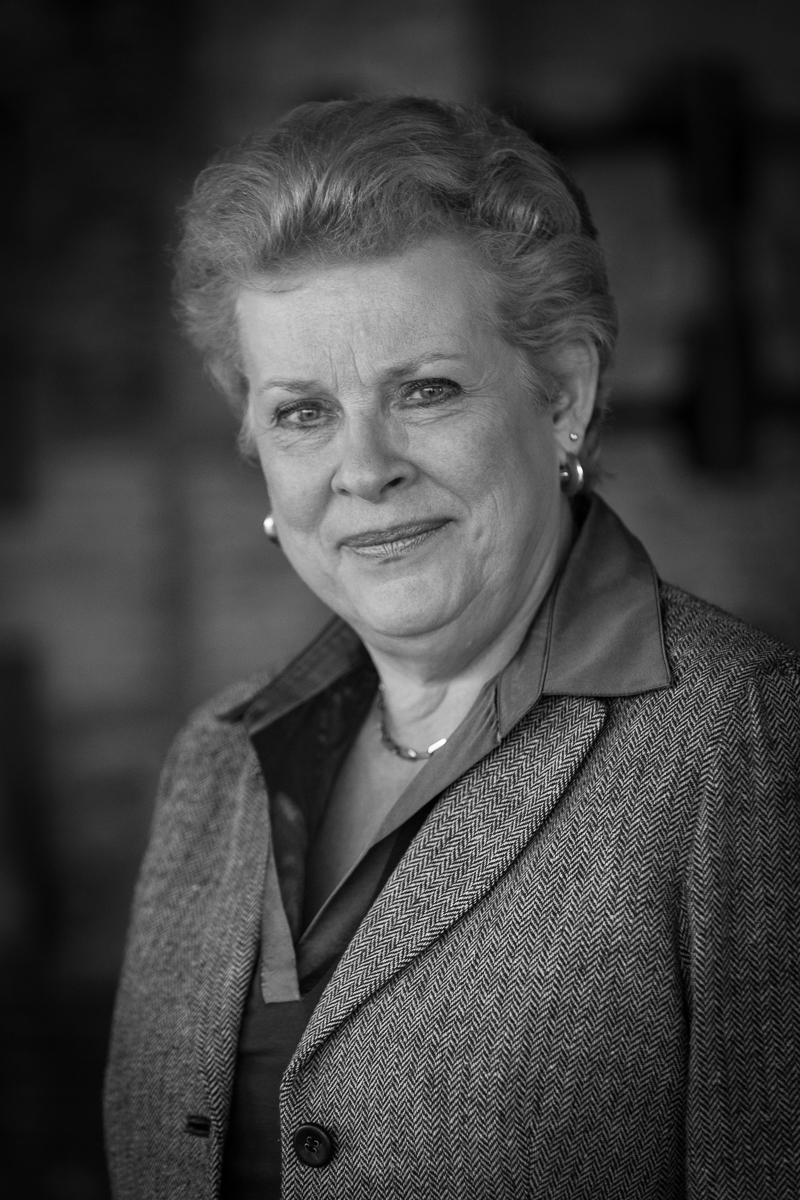
Catherine Trautmann (2016)

Catherine Trautmann (ur. 15 stycznia 1951 w Strasburgu) – francuska polityk i teolog, była minister kultury, eurodeputowana.

## Życiorys
Z wykształcenia magister teologii protestanckiej, studia ukończyła w rodzinnym Strasburgu. Od 1977 zasiada w radzie krajowej Partii Socjalistycznej, w 2000 weszła w skład prezydium zarządu tego ugrupowania.
W 1983 po raz pierwszy została radną Strasburga. W okresie 1986–1988 sprawowała mandat deputowanej do Zgromadzenia Narodowego z departamentu Dolny Ren. Przez rok reprezentowała Francję w Zgromadzeniu Parlamentarnym Rady Europy. W 1988 przez kilka miesięcy zajmowała stanowisko sekretarza stanu ds. osób starszych i niepełnosprawnych. Dwukrotnie (1989–1997 i 2000–2001) sprawowała urząd mera Strasburga.
W 1989 i w 1994 była wybierana do Parlamentu Europejskiego. W 1997 zrzekła się mandatu, obejmując stanowisko ministra kultury i komunikacji oraz rzecznika prasowego rządu w gabinecie Lionela Jospina. Pierwszy z nich zajmowała do 2000, drugie do 1998. Później przez dwa lata była komisarzem generalnym Expo 2004.
W 2004 ponownie została deputowaną do Europarlamentu. Przystąpiła do grupy Partii Europejskich Socjalistów, objęła stanowisko wiceprzewodniczącej Komisji Przemysłu, Badań Naukowych i Energii. W 2009 wybrano ją do PE na kolejną kadencję, mandat wykonywała do 2014. Została później wiceprzewodniczącą administracji metropolii Strasburga.
Odznaczona Legią Honorową V klasy oraz Orderem Sztuki i Literatury I klasy.